# تاليانا فارغاس
تاليانا ماريا فارغاس كاريلو (بالإسبانية: Taliana Vargas)‏ (ولدت في 20 ديسمبر 1987) ممثلة، عارضة أزياء، شخصية التلفزيون كولومبية، وحاملة لقب مسابقة ملكة جمال سابقة بعدما توجت بلقب ملكة جمال كولومبيا 2007 , مثلت بلدها في مسابقة ملكة جمال الكون 2008 حيث حلت الوصيف الأول لملكة جمال الكون ديانا ميندوزا.
فارغاس طالبة صحافة في كلية نورث فيرجينيا، في الإسكندرية، فيرجينيا.

## روابط خارجية
- تاليانا فارغاس على موقع IMDb (الإنجليزية)
- تاليانا فارغاس على موقع قاعدة بيانات الفيلم (الإنجليزية)
- تويتر تاليانا فارغاس
- تاليانا فارغاس على إنستغرام